# Wally
Cet article concerne le chanteur. Pour le fabricant de yachts, voir Wally (yachts).
Pour les articles ayant des titres homophones, voir Waly, Walli et Wali.
Lilian Derruau, plus connu sous le nom de Wally, est un auteur-compositeur-interprète et humoriste français né en 1965 à Decazeville dans l'Aveyron.

## Biographie

### Jeunesse
Wally développe son goût pour la musique en écoutant les disques de Georges Brassens. Il se met à composer durant son adolescence, après avoir reçu une guitare en cadeau, et donne ses premiers concerts,. Il passe un BTS de chaudronnerie et tuyauterie industrielles, puis enseigne dans un lycée en tant que maître auxiliaire en chaudronnerie,.

### Carrière musicale
Wally se consacre à la musique, devenant intermittent du spectacle. En 1981, il fonde le duo Wally et Freddy avec Freddy Ricci. Se produisant dans les cafés-concerts et les festivals, ils sont notamment à l'affiche du Printemps de Bourges en 1986. Rebaptisé Wally et Freddy trio à quatre à partir de 1988, le groupe donne près de 300 concerts en cinq ans,.
Wally entame une carrière solo en 1994. Il donne une cinquantaine de représentations de son premier spectacle, intitulé Dernières chansons avant régime. Il signe en 1995 un spectacle en duo avec l'humoriste Chraz. Ils se produisent notamment à l'Olympia en première partie d'Eddy Mitchell pendant trois semaines et durant trois mois au théâtre des Blancs-Manteaux. Le label indépendant Boucherie Productions édite les premiers albums de Wally. Vivons intensément ! sort en 1996 et Presqu'heureux en 1998. Au début des années 2000, il signe un contrat avec Polydor / Universal, qui édite en 2003 l'album À vendre et le DVD du spectacle du même nom, puis l'année suivante le DVD du spectacle Deuxième démarque,.
En 2000, Wally se produit pendant un mois au théâtre Le Trianon, à Paris. Il présente son spectacle suivant en 2003 et joue durant trois semaines au Vingtième Théâtre. En 2007, Wally repart en tournée avec un nouveau spectacle intitulé Absurdités protéiformes. Seul sur scène, il utilise un écran pour diffuser des extraits vidéo. 
En 2011, l'artiste sort un CD de 99 chansons courtes, auquel ont collaboré l'humoriste Chraz, ainsi que Bill Couffignal, Philippe Lebrun et José Stimbre (collectif STiMBRE). Il présente sur scène le Best on de ses précédents spectacles.
En 2018  : LE PROJET DERLI (DERruau LIlian) Wally - guitare, guitarelélé, cymbales et chant, Nicolas Lescombe - clarinette, accordéon, percussions, chant, Marie Tournemouly - violoncelle, boîte à musique, percussions, chant, Thomas Mazellier - violon, percussions, chant, Franck Duhamel - contrebasse, basselélé, Pierre Thibaud - batterie, percussions, régies : Xavier Ferrayoux et Pascal Roux.
En 2021, il crée Ma distinction, un solo théâtral dans lequel il raconte son histoire, celle d'un enfant issu d'un milieu modeste au coeur d'une cité ouvrière d'Aveyron. Dans la continuité de cette expérience, en 2023, il supervise sur le plan scénique la création solo Buf et votz de Guillaume Lopez, musicien dont il se sent proche humainement et artistiquement.

## Style et influences
Wally a construit son succès grâce ce qu'il appelle les « chansons courtes ». Ce sont de petites phrases accompagnées de quelques accords de guitare qu'il chante pour raconter, par exemple, une anecdote. Il a également lancé une pétition pour l'abolition de la flûte au collège qui selon lui est un « instrument de torture ».
Multi-instrumentiste, Wally joue de la guitare, de l'accordéon et du piano. Arnaud Vaulerin du quotidien La Croix le décrit comme un « chanteur crooner à la voix chaude et tendre qui emprunte à Henri Salvador et à Pierre Vassiliu ». Il cite Ferré et Allain Leprest parmi ses artistes favoris, ainsi que des auteurs-compositeurs tels Romain Didier et Yves Simon.

## Discographie

### Albums
- Vivons intensément ! (1996, Boucherie Productions)
- Presqu'heureux (1998, Boucherie Productions)
- À vendre (2003, Polydor / Universal)

### DVD
- À vendre (2003, Polydor / Universal)
- Deuxième démarque (2004, Polydor / Universal)
- Absurdités protéiformes (2008, La Réserve)
- 99 chansons courtes seulement parce que 100 c'en aurait fait un peu trop (2011)